# Hvězdice trnová koruna
Hvězdice trnová koruna (Acanthaster planci, synonymum trnová koruna nebo hvězdice trnitá) je velká dravá mořská hvězdice. Žije v teplejších mořích prakticky po celém světě. Je velkým nebezpečím pro korálové útesy.
Trnová koruna je po hvězdici Pycnopodia helianthoides druhou největší hvězdicí na světě – v rozpětí dosahuje 25–30 cm. Obvykle má 14–18 ramen.

## Potrava
Kromě občasného ulovení drobných rybek se živí prakticky jen korály. Hvězdice do jejich schránek vypustí své trávicí enzymy. Tím se jejich těla rozpustí a hvězdice natrávený obsah nasaje do svého vychlípeného žaludku. Dospělá hvězdice pokryje najednou kolem 160 cm² korálů. Jedna tato potravní fáze trvá kolem 9 hodin, po níž pak hvězdice 12–70 hodin tráví kořist a připravuje si nové enzymy.
Jeden jedinec může takto zkonzumovat až 5–6 m² korálů za rok. Po „nájezdu“ množství trnových korun jsou v korálovém útesu během několika týdnů zdecimováni živí koráli a zůstanou zde jen jejich mrtvé schránky. Postupně odtud zmizí další živočichové i rostliny, kteří byli v tomto ekosystému na korálech přímo nebo nepřímo závislí, a zůstane zde už jen velmi málo živých organismů.

### Nepřátelé
Tato hvězdice má jen málo přirozených nepřátel. Pro dospělé jedince zřejmě pouze ryba čtverzubec (čtverzubec běloskvrnný a hvězdnatý) a plž tritonka indická, která je imunní vůči toxickému slizu, kterým je hvězdice pokryta.

## Další fotografie

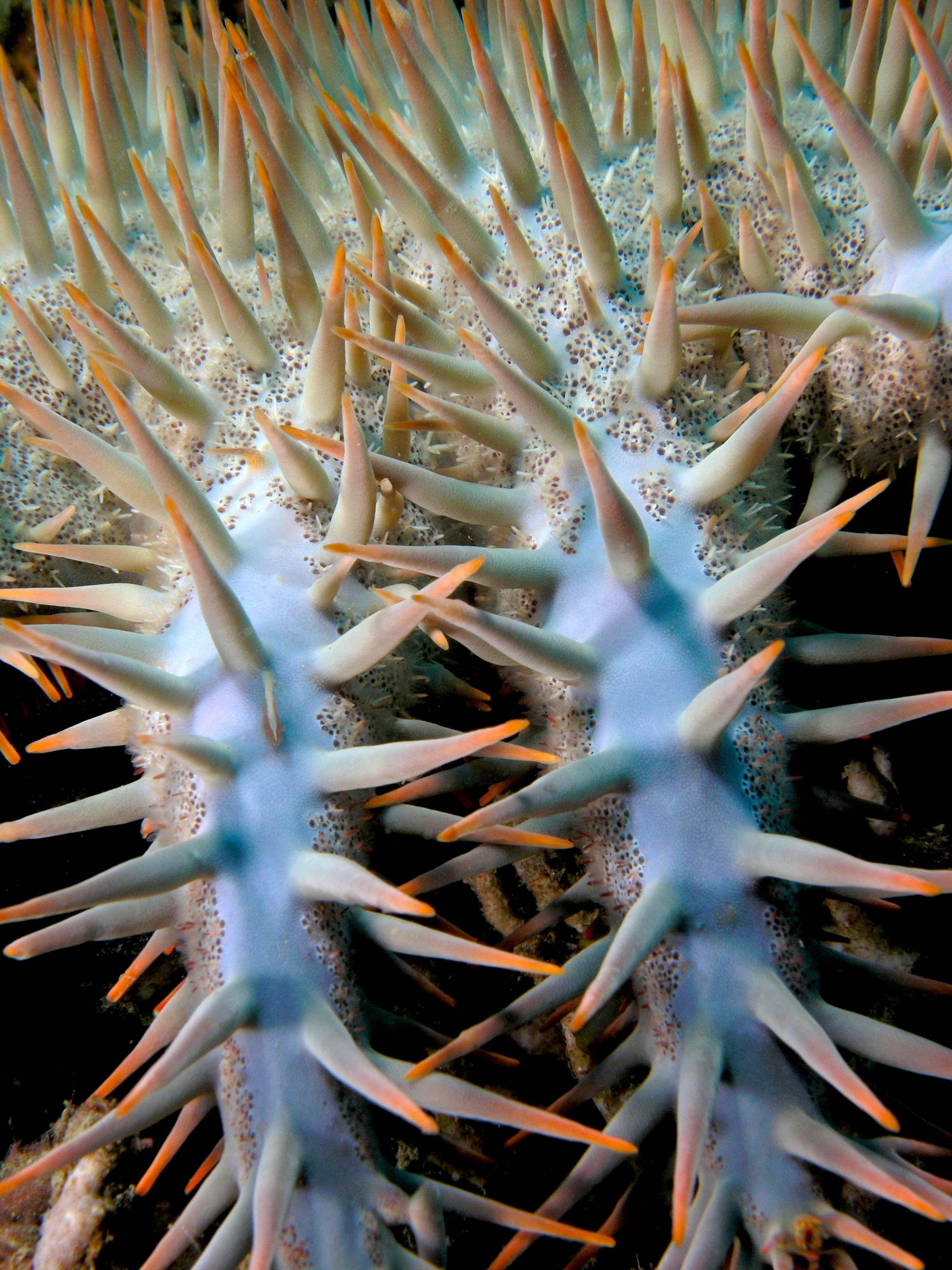
Detail ramen
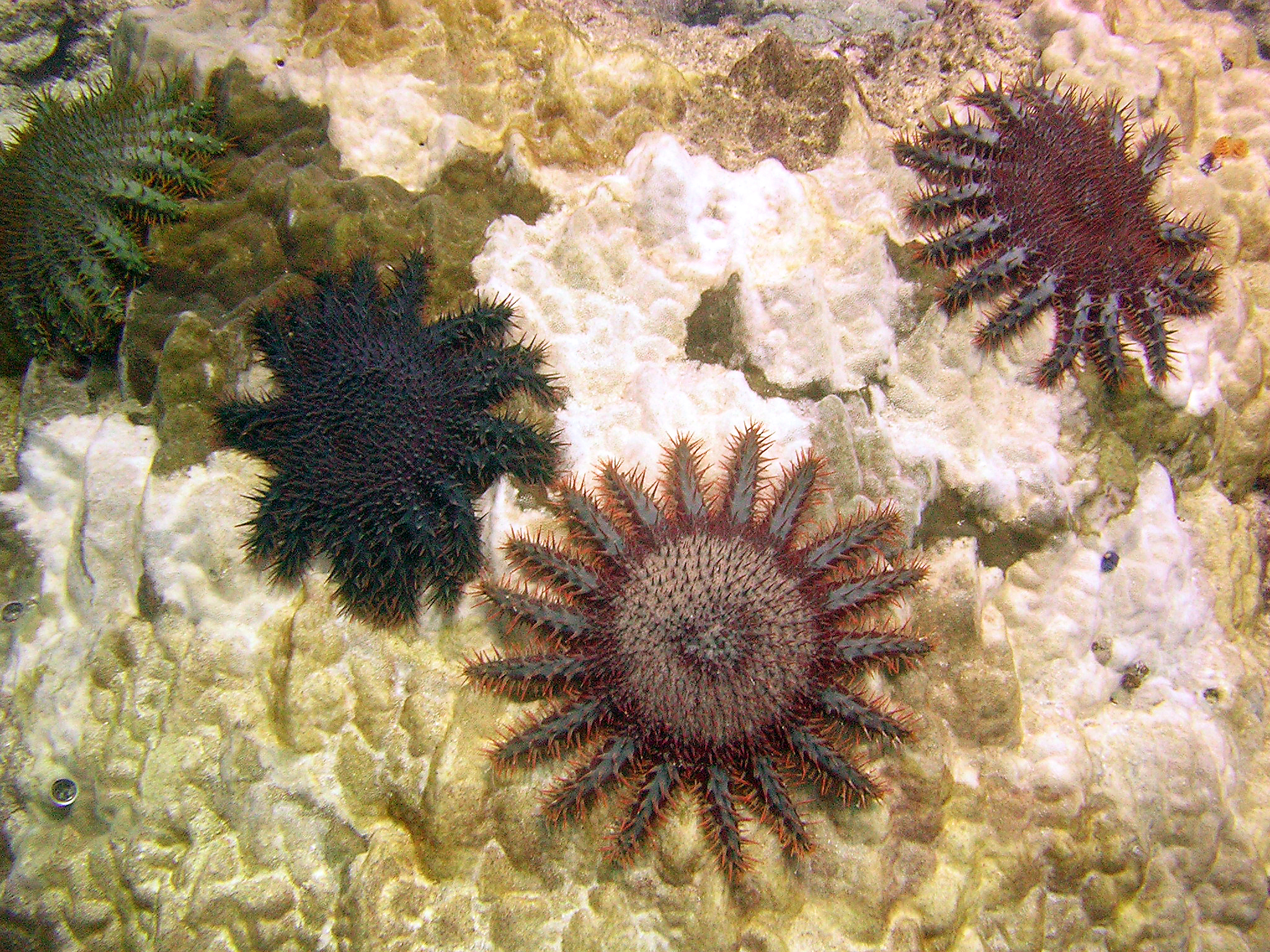
Několik trnových korun na útesu
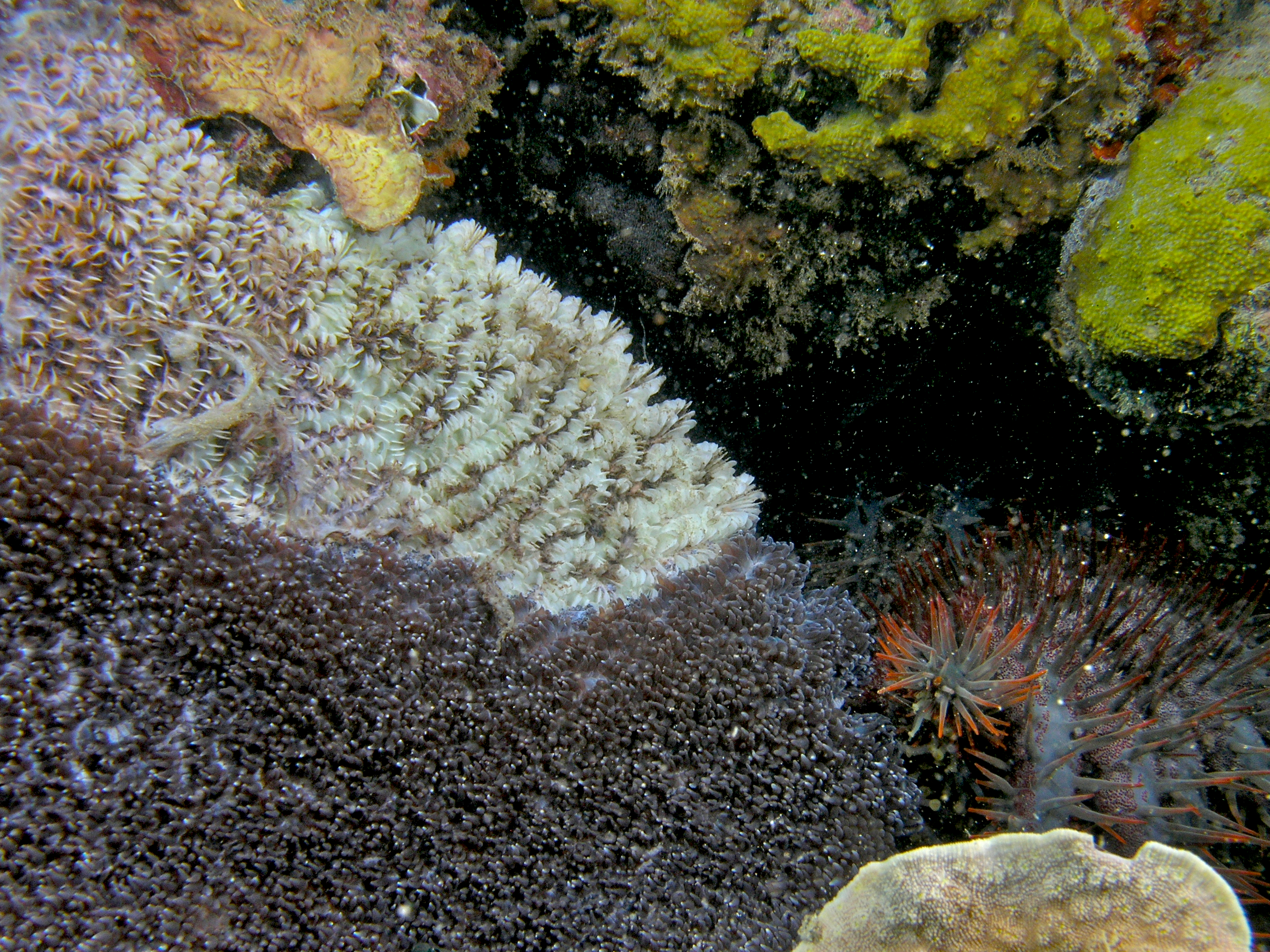
Zničený útes (dolní tmavá část)